# Smart Ball
 (avril 2024).
Si vous disposez d'ouvrages ou d'articles de référence ou si vous connaissez des sites web de qualité traitant du thème abordé ici, merci de compléter l'article en donnant les références utiles à sa vérifiabilité et en les liant à la section « Notes et références ».
Smart Ball, ou Jerry Boy (ジェリーボーイ) au Japon, est un jeu vidéo de plates-formes développé par Game Freak et System Sacom et édité par Sony. Il est sorti au Japon le 13 septembre 1991 et en Amérique du Nord en 1992 sur Super Nintendo,. Une suite, Jelly Boy 2, prévue en 1994, a été annulée[réf. nécessaire].

## Synopsis
L'histoire se déroule dans le royaume imaginaire de Kyliria, gouverné par le roi Geoffrey, sur le point de prendre sa retraite. Le prince Jerry, qui hérite de la couronne et qui vient de se marier avec la princesse Emi, s'apprête à célébrer ses noces et monter sur le trône. Le frère de Jerry, le Prince Tom, est jaloux et conspire pour le faire transformer en une sorte de boule de gelée bleue par un mystérieux sorcier, et fait aussi kidnapper Emi. Malgré sa nouvelle apparence, Jerry part pour le château du sorcier afin de sauver Emi. Dans la version américaine du jeu, l'histoire a été complètement supprimée.

## Système de jeu
Le jeu est composé de 16 niveaux qui sont représentés comme sur une pellicule de film. Jerry est capable de se déformer et de coller au paroi pour progresser le long des niveaux. Il peut récolter des objets colorées produites par des fleurs, en particulier des balles rouges et en fer (projectiles de lancer), balles jaunes (vies supplémentaires) et des graines vertes (d'haricot magique). Jerry peut aussi collecter dans chaque niveau les lettres "J", "E", "R", "R", "Y".

## Développement
Ken Sugimori, qui réalise par la suite la série des Pokémon, est chargée de la conception du jeu et des personnages. La musique est composée par Akira Yamaoka, qui compose par la suite la bande sonore de la série Silent Hill.
Un manga Jerry Boy a été publié à la même époque que le jeu éponyme.

## Postérité
Jelly Boy 2 ou Jerry Boy 2 (ジェリーボーイ2) est un prototype de jeu d'action plates-formes qui n'est jamais sorti officiellement. Il s'agit de la suite du jeu Smart Ball  initialement prévue pour 1994. Le jeu a été développé par Game Freak et devait être édité par Sony sur Super Nintendo.
Marine, 4 amis et leur chien vont au parc d'attractions Jelly Land. Ils se font transformer en boule de gelée par un mystérieux Joker. Marine doit alors retrouver ses amis dans le parc d'attractions et vaincre le Joker maléfique.
Le jeu comporte 5 niveaux accessibles via une carte du parc d'attractions. Le jeu comporte 6 personnages représentés par une couleur distincte. Une fois délivrés par Marine (bleu), ils sont sélectionnables : Mint (vert), Carm (rouge), Ed (pourpre), York (orange) et le chien Shenna (beige).
La sortie initiale du jeu, prévue en 1994 par l'éditeur Sony a été annulée pour des raisons économiques au moment de la sortie sur le marché de la PlayStation et de la compétition entre Nintendo et Sony.